# أميمة (اسم)
أُمَيْمَة هو اسم علم مؤنث من أصل عربي، جاء الاسم على صيغة التصغير، وهو تصغير أم، أي الأم الصغيرة، والأم هي الوالدة وأصل الشيء.
ذكر في لسان العرب أن تصغير أُمّ أميمة خطأ، والصواب: أُمَيْهة، لأن الأم أصلها أمَّهة، فتصغر على أُمَيْهة. وقال آخرون: إنما صغروا الأم على أميمة بناءً على لفظها. ومعنى أميمة في اللسان: الحجارة التي تُشدخ بها الرؤوس.